# Asociación Bancaria de Venezuela
La Asociación Bancaria de Venezuela (Asobanca), es una organización de carácter gremial venezolana fundada en el año 1959. La misma fue fundada como Asociación Bancaria Nacional por un grupo de empresarios del sector bancario a fin de proteger y promover los intereses de los asociados. En 1972 esta organización cambia de nombre al actual. La ABV reúne algunos de los bancos con presencia en Venezuela agrupándolos según su condición.

## Historia
El 8 de julio de 1959, un grupo de visionarios dedicados al negocio bancario, decidió unir fuerzas y organizarse como gremio, dando origen a la Asociación Bancaria Nacional. institución que con el cambio de estatutos de 1972 se transformaría en la actual Asociación Bancaria de Venezuela (ABV).
El objetivo fundamental de ABV ha sido, la defensa de intereses de los miembros de la comunidad bancaria nacional. Actualmente está conformada por 35 organizaciones, incorporadas por completo a una comunidad consciente del significativo rol de la banca como sector prioritario en la economía venezolana.
Hoy, este gremio continúa firme con los preceptos que le dieron origen, fomentando en la colectividad fuertes vínculos de acercamiento y estrecha cooperación con otras instituciones, tanto pública como privada, que al igual que ABV, conciben y ejecutan planes y programas tendentes al bienestar de los habitantes del país.
ABV ha contribuido al desarrollo del sistema bancario venezolano, que no ha escatimado esfuerzos, humanos y técnicos, para llevar a sus clientes y al público en general, las más recientes herramientas tecnológicas, una atención con mayor calidad y una gran variedad de productos y servicios, cónsonos con las exigencias de sus usuarios.

## Actual Presidente
Pedro Pacheco Rodríguez fue nombrado en el cargo de Presidente Ejecutivo de la Asociación Bancaria de Venezuela (Asobanca) desde abril de 2023. 

## Bancos asociados
- 100% Banco
- Banco Activo
- Banco Caroní
- Bancaribe
- Banco Exterior
- Bancrecer
- Bangente
- Bancamiga
- Mi Banco
- Mercantil Banco
- Banco Nacional de Crédito
- Banco Plaza
- Banplus
- Banco Sofitasa
- Banesco
- BBVA Provincial
- Del Sur Banco Universal
- Banco Fondo Común